# ری‌لایف
ری‌لایف (به ژاپنی: リライフ Riraifu) یک مجموعه وب‌کامیک سینن مانگا ژاپنی که توسط یایوئیسو نوشته و مصورسازی شده است. این مجموعه از تاریخ ۱۲ اکتبر ۲۰۱۳ توسط شرکت اینترنتی ناور کورپوریشن در وب‌گاه کمیکو در حال انتشار است. یک مجموعه تلویزیونی انیمه ۱۳ قسمتی نیز توسط استودیو توکیو مووی شینشا بر اساس نسخه مانگا تهیه شده است که از تاریخ ۲ ژوئیه تا ۲۴ سپتامبر ۲۰۱۶ پخش شد. یک فیلم سینمایی نیز به همین نام در آوریل ۲۰۱۷ در کشور ژاپن به نمایش در آمد.

## خلاصه داستان
زمانی که "کایزاکی آراتا" شغل خود را از دست می‌دهد و زندگی خود را از دست رفته می‌داند، ناگهان مردی به نام "یوآکه ریو" جلو او ظاهر شده و می‌گوید از سازمان "ری‌لایف" آمده و با دادن قرصی به مردم، می‌تواند آن‌ها را به سن ۱۷ سالگی بازگرداند تا یک سال تحت نظر این سازمان، در مدرسه مشغول به تحصیل شوند. آراتا با قبول کردن پیشنهاد یواکه ریو پا به دنیای جدیدی می‌گذارد که...